# Les Nouvelles Aventures du vilain petit canard
Les Nouvelles Aventures du vilain petit canard est une série télévisée d'animation française en 26 épisodes de 24 minutes, créée par Michael Hegner et Karsten Kiilerich d'après le conte d'Andersen et diffusée à partir du 7 octobre 2006 sur M6 dans l'émission M6 Kid.

## Synopsis
Cette série, destinée aux jeunes enfants, met en scène les aventures du caneton Mosh et de son père adoptif, le rat Ratso, dans une basse-cour.

## Distribution
- Adrien Solis : Vincent
- Valérie Nosrée : Mimie

 Source et légende : version française (VF) sur RS Doublage

## Épisodes
01 - Premier jour d'école
Aujourd'hui Mosh est surexcité: c'est son premier jour de classe. Ratso de son côté a été sommé par Pipelette Olga de réparer le toit de l'école. C'est ainsi qu'il découvre que la maîtresse de Mosh n'est autre que la belle Daphné. En réparant le toit de l'école, il a donc tout le loisir de la regarder. Mais quelle déception lorsque, à l'issue de cette première journée, Mosh refuse de retourner en classe. Il faut dire que se faire embêter toute la journée, ce n'est pas très plaisant. Ratso doit alors aider son fils à faire face à ses problèmes par tous les moyens.
Inspiré du conte d'Andersen.
Un vilain petit canard rejeté par ses congénères à cause de son physique différent. La différence par rapport au conte traditionnel est que le petit canard dont le nom ...
02 - Poule en folie
Une grande fête se prépare dans la basse-cour pour le retour de Lucien, le fils de la doyenne. Mosh et Ratso n'étant malheureusement pas invités, ils décident de se déguiser en poulets pour assister à la fête incognito.
03 - Ratso s'instruit
Ratso n'a jamais eu de diplôme et s'en porte très bien. Mais lorsqu'il entraîne Mosh à faire l'école buissonnière, Esméralda s'en mêle et lui pose un ultimatum: soit il obtient son diplôme de Poulet, soit Mosh et lui quittent la cour.
04 - Marié à Pipelette
05 - Maigris un autre jour
06 - L'attaque des corbheaux
07 - Un OVNI dans la basse-cour
08 - Le beau chauve
09 - Spider mosh
10 - Rocco le coq